# Ferula conocaula
Ferula conocaula är en flockblommig växtart som beskrevs av Jevgenij Korovin. Ferula conocaula ingår i släktet stinkflokesläktet, och familjen flockblommiga växter. Inga underarter finns listade i Catalogue of Life.